# Kari Juhani Myyryläinen
Kari Juhani Myyryläinen (* 22. Oktober 1963 in Hyvinkää) ist ein ehemaliger finnischer Radsportler und nationaler Meister im Radsport.

## Sportliche Laufbahn
Während seiner Laufbahn als Amateur war er Mitglied der Vereine Turku Sports, Pontyva Hyvinkää und Porvoon Akilles. Erste Achtungserfolge errang er in der Jugend bei seinen Starts in den Nordischen Meisterschaften, wobei er mehrmals Podiumsplätze erreichte. 1982 holte er sich dann den ersten Titel, er gewann mit seinem Team das Mannschaftszeitfahren der Nordischen Meisterschaften, 1983 gewann er den Einzeltitel im Straßenrennen. In der Folge errang er insgesamt 21 nationale Titel in verschiedenen Disziplinen: 1985 und 1986 im Straßenrennen, weiterhin im Querfeldeinrennen (heutige Bezeichnung Cyclocross), im Mannschaftszeitfahren, im Einzelzeitfahren, im Kriterium, in der Mannschaftsverfolgung und im Punktefahren. Myyryläinen startete zweimal bei den Olympischen Sommerspielen. 1984 in Los Angelos wurde er im olympischen Straßenrennen 25., im Mannschaftszeitfahren mit seinem Team 13. 1996 trat er in Atlanta im Mountainbike Rennen an und belegte Platz 63. Mehrfach vertrat er Finnland bei den UCI-Weltmeisterschaften, sein bestes Resultat hatte er 1985, als er Neunter im Straßenrennen wurde. Auch im Mannschaftszeitfahren und in der Mannschaftsverfolgung war er mit dem finnischen Team am Start, konnte jedoch keine vorderen Plätze belegen. Myyryläinen bestritt eine Vielzahl von Etappenrennen in Europa. So fuhr er die Tour de l’Avenir 1986 und gewann dort 1987 eine Etappe, die Internationale Friedensfahrt bestritt er dreimal, wobei Platz 38 im Jahr 1991 seine beste Platzierung war. Auch in Deutschland war er häufig am Start, u. a. stand er zweimal auf dem Podium der Berliner Etappenfahrt. Mit dem Porvoon ajot gewann er 1985, 1988, 1989, 1992, 1995 und 1996 das älteste finnische Eintagesrennen.
1986 wurde er Berufsfahrer beim spanischen Radsportteam Reynolds und war bis 1988 als Profi aktiv. Er war der erste Finne, der am Giro d’Italia teilnahm, musste 1988 das Rennen aber aufgeben. Er hatte jedoch einige Probleme mit der Organisation und dem Pensum der Rennen, die ihm sein Team vorgab. Auch Sprachprobleme und die Enttäuschung über die ausbleibende Nominierung zur Tour de France, die er sich erhofft hatte, spielten eine Rolle, so dass er sich entschloss, kurzfristig seine Laufbahn als Profi zu beenden und er ließ sich reamateurisieren. Nach seiner Zeit als Berufsfahrer wandte er sich in Finnland dem Mountainbike-Sport zu. Auch hier konnte er zweimal Titelträger bei den Nordischen Meisterschaften werden (1993 und 1994). Er beendete seine aktive Karriere 1996.

## Teams
- 1986–1988 Reynolds

## Berufliches
Nach seiner Laufbahn nahm er eine Tätigkeit als Trainer seines Vereines auf. Der Orientierungslaufverband Finnlands hat ihn 2002 zum Coach seiner Nationalmannschaft ernannt.

## Familiäres
Kari Myyryäinens Vater Reijo Myyryläinen und sein Onkel Seppo Myyryläinen haben mehrere TUL-Meisterschaften im Radsport gewonnen. Sein Vater war Mechaniker und Teamchef der finnischen Radmannschaft bei den Olympischen Spielen 1984.

## Ehrungen
1985 wurde er zum besten Sportler des finnischen Arbeitersportverbandes TUL (Suomen Työväen Urheiluliitto) gewählt.